# Правительство

Страны по формам государственного правления по данным на 2021 год
Президентские республики, полная власть президента
Парламентские республики, исполнительная власть президента зависит от парламента
Смешанные республики (полупрезидентские, парламентско-президентские, президентско-парламентские)
Парламентские республики
Парламентарные конституционные монархии, в которых монарх не обладает реальной властью
Конституционные монархии, в которых монарх обладает реальной властью, часто (но не всегда) при слабом парламенте
Абсолютные монархии
Республики, в которых ведущая роль одной партии закреплена конституцией
Государства, где не существует основного закона по правительству, или военные диктатуры
Государства, не подходящие ни к одному из выше приведённых определению

Прави́тельство — высший коллегиальный исполнительный орган государственного управления и государственной власти, формируемый из руководителей органов государственного управления страны и других государственных служащих, либо (в широком смысле) общая система государственного управления.
Правительство возглавляет глава правительства, который может являться одновременно главой государства; в разных странах именуется по-разному, например, «председатель правительства», «председатель совета министров», «премьер-министр».
Основная задача правительства — приводить в жизнь законы, принятые высшим законодательным органом государства (парламентом). С этой целью правительство и другие органы государственного управления выпускают подзаконные акты, которые имеют, как правило, силу закона. В ряде стран правительство обладает правом законодательной инициативы: глава правительства может обращаться к законодательному органу страны с инициативой принять, изменить или отменить какой-либо закон.

## Политология

### Классификация правительств
Политологи и специалисты по международным отношениям издревле старались создать классификацию правительств.
На первый взгляд определение формы государственного правления довольно просто, так как обычно она закреплена законодательно. США — президентская республика, а СССР — советская республика; с другой стороны, иногда о форме правления нет консенсуса даже внутри неё.
Сложности также могут вызывать местные особенности (консерватизм в США имеет мало общего с остальным миром; в других странах американский «консерватизм» называют либерализмом или неолиберализмом).
Помимо этого, у каждого типа есть нюансы и спорные стороны. В частности, США — не чисто капиталистическое общество, так как государство предоставляет услуги гражданам. Наконец, мнение о конкретных правительствах отличается у разных людей; встречаются мнения, согласно которым та же США является не демократией, а плутократией, так как ею управляют богачи. Даже наиболее либеральные правительства ограничивают политический активизм, и даже наиболее тиранические тоталитарные общества хоть в чём-то не полностью контролируют своих граждан.

### Формы государственного правления
Форма организации государственной власти, системы высших государственных органов. Выделяют следующие формы государственного правления:
- Монархия
  - Абсолютная монархия
    - Теократическая монархия

  - Ограниченная монархия
    - Сословно-представительная монархия
    - Конституционная монархия
      - Дуалистическая монархия
      - Парламентарная монархия
- Республика
  - Президентская республика
  - Парламентская республика
  - Смешанная республика
- Смешанные формы правления
  - Монархия с республиканскими элементами
  - Республика с монархическими элементами
  - Теократическая республика

## Структура правительства
Правительство состоит из членов правительства (министров) и возглавляется главой государства (монархом, президентом) или главой правительства (премьер-министром, канцлером, председателем совета или кабинета министров). В федеративных государствах существует центральное (федеральное) правительство и правительства государственных образований, входящих в состав федерации. Структура и роли участников (членов правительства и структур, составляющих правительство) зависят от формы государственного управления, а также исторически сложившейся структуры управления в различных странах.
Правительство может иметь различные названия: Правительство (Россия), Кабинет министров (Украина), Кабинет (Великобритания), Государственный совет (Китай), Совет народных комиссаров и Совет Министров (СССР), административный совет (КНДР), федеральное правительство (Германия) и др. В федеративных государствах существует центральное (федеральное) правительство и правительства входящих в состав федерации государственных образований.
В некоторых странах (Бразилия, Мексика, США и др.) выделенный коллегиальный орган в форме правительства отсутствует, а министры (руководители органов государственного управления), каждый в отдельности, подчинены президенту (руководителю страны).
Правительство, как правило, состоит из членов правительства (министров) и возглавляется главой государства (королём, президентом) или премьер-министром (председателем правительства, канцлером, председателем совета или кабинета министров).
Как правило, под руководством правительства находятся государственный аппарат и контроль за исполнительно-распорядительной деятельностью в стране, вооружённые силы, финансы государства, иностранные дела.

## Принципы формирования правительства в разных странах
Порядок формирования органов исполнительной власти в разных странах неодинаков.
В странах с парламентской формой правления правительство обычно формируется из представителей победившей на выборах в парламент партии или коалиции партий. Если ни одна из партий не набрала большинства, то становятся необходимыми коалиционные переговоры между партиями, по итогам которых либо формируется правительство большинство или меньшинство, либо (при неуспехе переговоров) проводятся новые парламентские выборы.
В президентских республиках исполнительную власть возглавляет президент. В странах с парламентарной формой государственного правления, а также в части республик со смешанной формой глава государства не входит в систему органов исполнительной власти. Однако он имеет полномочия, относящиеся к сфере исполнительной власти. Что касается ряда стран со смешанной формой государственного правления (Польша, Россия, Румыния, Франция и др.), то в них существует так называемый дуализм исполнительной власти.

### Парламентская и смешанная формы правления
Конституции государств с парламентской и смешанной формами правления предусматривают две процедуры формирования правительств. Эти процедуры состоят из определённых совместных действий парламента и главы государства при образовании правительства. Однако содержание этих действий отличается.
Первая процедура
Эта процедура берёт начало в Великобритании и долгое время была почти общепринятой, с модификациями для различных стран. По этой процедуре глава государства формально по своему усмотрению назначает премьер-министра и по предложению последнего — других членов правительства. Парламент на это назначение не влияет. Правительство действует до тех пор, пока парламент не проголосует против принципиально важного вопроса, предложенного правительством, или примет отдельную резолюцию о недоверии правительству (вотум недоверия). И хотя правительство может продолжать свою работу, однако на практике оно уходит в отставку, потому что его действия будут парализованы из-за парламентской обструкции.
В ряде стран есть необходимость получения правительством инвеституры в парламенте. Для этого глава правительства, которого назначил глава государства, должен представить парламенту состав правительства и/или подать правительственную программу. Если парламент одобрит предлагаемое, правительство получает инвеституру.
Вторая процедура
При этой процедуре роль парламента при формировании правительства является определяющей, начиная уже с начальной стадии. В некоторых странах, например в ФРГ, парламент может не поддержать предложенную главой государства кандидатуру руководителя правительства. Тогда парламент по соответствующей процедуре сам формирует правительство.
В других странах такого типа выдвижение и согласование кандидатур на правительственные должности зависит только от политических партий и их парламентских фракций. Как правило, на должность премьер-министра выдвигается лидер партии парламентского большинства, или по согласованию между партиями-членами парламентской коалиции — лидер одной из этих партий. Только в случае, когда ни одна из политических партий не имеет большинства в парламенте, роль главы государства является решающей. Существование правительства зависят от парламентского большинства.

### Президентская форма правления
В странах с президентской формой правления, например США, применяется так называемый внепарламентский способ формирования правительств. Особенностью «классической» президентской республики является то, что полномочия главы государства и главы кабинета совмещены и находятся в руках президента, а должность премьер-министра отсутствует. Парламент не принимает непосредственного участия в процессе формирования кабинета или его участие в этом плане ограничено.
В Российской Федерации согласно Конституции РФ 1993 г. структура федеральных органов исполнительной власти предлагается Председателем Правительства и утверждается Президентом. Конституция РФ наделяет федеральные органы исполнительной власти правом создавать (помимо центрального аппарата) свои территориальные органы в субъектах Федерации.

## Функции правительства
Как высший орган исполнительной власти правительство осуществляет деятельность, направленную на исполнение законов и оперативное управление государственными делами, управляет государственным аппаратом, осуществляет законодательную деятельность(как правило принятие подзаконных актов), выполнение бюджета, участие во внешней политике. Важной задачей правительства является обеспечение порядка в обществе и охрана прав граждан.
В условиях демократии правительство должно выражать общие (общенациональные) интересы, а не частные, корпоративные или региональные.

### Внутренняя организация
Независимо от функций правительства, внутреннюю организацию государства можно разделить на:
- Унитарное государство в чистом виде без внутреннего административного деления; из государственной власти имеется только правительство;
- Централизованное унитарное государство: разделено на административные районы, в которых руководители назначаются правительством в одностороннем порядке;
- Федеративное государство, государство из суверенных и автономных образований, которые делегируют часть своих функций, полномочий и суверенитета центральному правительству для формирования союза, государств или территориальных организаций, которые объединяются в федерацию и обычно теряют право на отделение;
- Конфедерация, соединение двух или более суверенных и независимых государств или территориальных образований, которые делегируют часть своих функций, полномочий и суверенитета центральному правительству; в отличие от федеративных государств, члены конфедерации часто сохраняют за собой право на отделение и обладают большей степенью суверенитета.

## Власть

В странах, показанных синим, присутствует «выборная демократия» в 2013 году по результатам исследования Freedom House.

Под правительством также часто понимают государственную власть в целом, либо как совокупность нескольких ветвей государственной власти, включая исполнительную, законодательную и судебную, либо совокупность по территориальному принципу — муниципальный, региональный, федеральный уровни власти. Такое толкование тесно связано с понятием «суверен» — человек или группа лиц, обладающий верховной властью в государстве, а также с практикой Вестминстерской системы, когда исполнительная и законодательная (а в некоторых вопросах и судебная) власть де-факто принадлежит членам парламента, который является суверенным. См. например Федеральное правительство США.

## Виды правительств

### Коалиционное правительство
Коалиционное правительство — правительство при многопартийной парламентской системе управления, образованное несколькими политическими партиями. Чаще всего создаётся для получения абсолютного большинства в парламенте. Кроме того, коалиции могут создаваться также в период чрезвычайных обстоятельств (экономических или внешнеполитических, таких, как война) для большей координации управления, например, в современной Северной Ирландии.
Коалиционное правительство также может включать в себя все партии, представленные в парламенте (правительство национального единства) либо наиболее крупные политические силы (большая коалиция). Коалиции более распространены в странах с пропорциональной системой голосования, дающей больше мест в парламенте мелким партиям, чем мажоритарная.
Коалиционные кабинеты наиболее распространены в странах Скандинавии и Бенилюкса, Германии, Израиле, Италии. Кроме того, Федеральный совет Швейцарии составляется из представителей основных политических сил. Коалиции, состоящие из немногих партий, среди европейских стран наиболее распространены в Германии, где традиционно блок ХДС/ХСС образует коалицию с СвДП (правящую с 2009), а СДПГ с СвДП или «Зелёными» (хотя в 1966—1969 и 2005—2009 действовала большая коалиция ХДС и СДПГ) и Ирландии.

### Правительство меньшинства
Правительство меньшинства — термин, обозначающий при многопартийной парламентской системе управления правительство, составляющие которое партии не располагают абсолютным большинством мест в парламенте. Недостатком данной системы является возможность частого вынесения вотума недоверия правительству. Данная ситуация преодолевается образованием коалиционного правительства.
Наиболее правительства меньшинства распространены в странах Вестминстерской системы, так, в Канаде, когда ни одна партия не получает большинства, крупнейшая по числу мест партия формирует правительство меньшинства при парламентской поддержке малых сил. В Великобритании, однако, после выборов 1974, на которых ни одна партия не получила большинства, были назначены новые выборы, давшие возможность образования правительства большинства. Несмотря на это, с 2007 по 2011 год в Шотландии Шотландская национальная партия возглавляла правительство меньшинства из-за невозможности сформировать коалицию в парламенте, хотя в Уэльсе по итогам выборов того же года был сформирован коалиционный кабинет в составе лейбористов и Партии Уэльса.

### Правительство большинства
Правительство большинства — термин, обозначающий при многопартийной парламентской системе правительство, образуемое одной политической партией, имеющей абсолютное большинство в парламенте.
Наиболее часто такое правительство встречается при двухпартийной системе, в частности, при Вестминстерской системе в Великобритании, на Мальте, в англоязычных странах Вест-Индии. Фактически правительство большинства формируется и при устойчивой коалиции двух или более партий, так, в Австралии между Либеральной партией и Национальной партией на федеральном уровне.

### Правительство национального единства
Правительство национального единства (также Национальное правительство) — при многопартийной парламентской системе управления коалиционное правительство, сформированное при участии большинства политических партий. Чаще всего образуются в кризисные периоды (во время войн, экономических проблем или для предотвращения раскола страны).
Так, правительства национального единства действовали в Великобритании в 1931—1945 (сформированное консерваторами, либералами и частью лейбористов во время Великой депрессии и Второй мировой войны), в Канаде в период Первой мировой войны под руководством Роберта Лэрда Бордена (хотя без участия части оппозиционных либералов), в Израиле в период Шестидневной войны, в Кении с 2008 для разрешения политического кризиса, вызванного результатами президентских выборов, в США в период Гражданской войны в 1864—1868 в качестве Партии Национального Союза, руководимой Авраамом Линкольном.

### Правительство в изгнании
Прави́тельство в изгна́нии — «правительствообразная» политическая группа, которая провозглашает себя легитимным правительством страны, но в силу различных причин не имеет реальной власти. Правительства в изгнании обычно функционируют с расчётом на то, что когда-нибудь они вернутся в свои страны и получат там власть в свои руки. Правительства в изгнании часто возникают в ходе государственных переворотов, гражданских войн, а также военных оккупаций. Правительства в изгнании часто имеют ограниченное признание со стороны других сил или не имеют его вообще.